# GP Denain 1968
De 10e editie van de wielerwedstrijd GP Denain werd gehouden op 16 april 1968. De start en finish vonden plaats in Denain in het Franse Noorderdepartement. Op het podium stonden de Belg Herman Decan, de Brit Barry Hoban en de Fransman Jean Stablinski, waarvan de laatste won.

## Uitslag
| GP Denain 1968 |                   |                          |      |
| Plaats         | Naam              | Ploeg                    | tijd |
| Winnaar        | Jean Stablinski   | Mercier-BP-Hutchinson    |      |
| 2              | Barry Hoban       | Mercier-BP-Hutchinson    |      |
| 3              | Herman Decan      | Flandria-De Clerck       |      |
| 4              | Pieter Nassen     | Flandria-De Clerck       |      |
| 5              | Roger Blockx      | Flandria-De Clerck       |      |
| 6              | José Samyn        | Pelforth-Sauvage-Lejeune |      |
| 7              | Édouard Delberghe | Pelforth-Sauvage-Lejeune |      |
| 8              | Philippe Crépel   | Pelforth-Sauvage-Lejeune |      |
| 9              | Michel Quinchon   |                          |      |
| 10             | Eric Demunster    | Flandria-De Clerck       |      |

1959 · 1960 · 1961 · 1962 · 1963 · 1964 · 1965 · 1966 · 1967 · 1968 · 1969 · 1970 · 1971 · 1972 · 1973 · 1974 · 1975 · 1976 · 1977 · 1978 · 1979 · 1980 · 1981 · 1982 · 1983 · 1984 · 1985 · 1986 · 1987 · 1988 · 1989 · 1990 · 1991 · 1992 · 1993 · 1994 · 1995 · 1996 · 1997 · 1998 · 1999 · 2000 · 2001 · 2002 · 2003 · 2004 · 2005 · 2006 · 2007 · 2008 · 2009 · 2010 · 2011 · 2012 · 2013 · 2014 · 2015 · 2016 · 2017 · 2018 · 2019 · 2020 · 2021 · 2022 · 2023 · 2024 · 2025